# Caio Valério Pudêncio
Caio Valério Pudêncio (em latim: Gaius Valerius Pudens) foi um senador romano que foi cônsul sufecto e ocupou pelo menos três cargos imperiais durante o final do século II e início do século III. Sua carreira é conhecida quase inteiramente por inscrições nas quatro províncias que ele governou. 
Valério Pudena nasceu na cidade de Cuicul, hoje chamada de Djémila. Seu primeiro posto atestado foi governador da Panônia Inferior em abril de 193, ele foi cônsul no final de 193 ou em 194, antes de se tornar governador da Germânia Inferior num período entre 197 e 200. 
Após seu mandato como governador na Germânia Inferior, foi nomeado governador da província romana da Britânia. Uma inscrição no forte de Bainbridge na Inglaterra confirma a construção de novos quartéis durante seu governo, possivelmente em ligação com as recentes revoltas dos brigantes, e atesta a sua presença na Grã-Bretanha em 205. O historiador Birley acredita que Valério Pudêncio foi o antecessor de Lucius Alfeno Senécio, mas admite que as evidências apoiam igualmente Pudêncio como sucessor de Senécio. 
Pudêncio foi mencionado pela última vez nos registros históricos como procônsul da província senatorial romana da Africa Proconsular em 211/212.  Enquanto procônsul, segundo Tertuliano, recusou-se a ouvir um caso contra um cristão "percebendo que se tratava de uma acusação vexatória; rasgando o documento em pedaços, recusou-se a ouvi-lo sem a presença de seu acusador, sendo não consistente com os comandos imperiais." 